# Darren Barnet
Darren Charles Barnet (Los Angeles, 27 abril de 1991) é um ator estadunidense que é conhecido pelo seu papel como Paxton Hall-Yoshida na série original Netflix, Never Have I Ever. Ele também é conhecido por interpretar Grant em American Pie Presents: Girls' Rules.

## Biografia
Darren Charles Barnet nasceu em 27 de abril de 1991, em Los Angeles. Sua mãe é descendente de suecos e japoneses, e seu pai tem ascendência alemã e cherokee. O avô de Barnet, Charlie Barnet, era um músico de swing. Barnet tem uma irmã mais velha e mais nova.
Barnet e sua mãe se mudaram para os subúrbios de Orlando, Flórida, quando tinha 12 anos. Ele se formou na Dr. Phillips High School em 2009, onde foi capitão da equipe de lacrosse. Ele se formou na Berry College em Bachelor of Arts em 2013, onde atuou em peças e curtas-metragens. Ele queria ser ator desde os cinco anos de idade, mas não seguiu seriamente a atuação até a faculdade. Ele fala japonês e espanhol coloquial, e estudou francês.

## Carreira
Depois de se formar em 2013, Barnet voltou a Los Angeles para se tornar ator. Ele trabalhou na SoulCycle em Sunset Boulevard como atendente de bicicletas e funcionário da recepção. Ele também teve sua licença imobiliário da Califórnia em maio de 2015. Ele fez sua estreia na atuação em 2017. Em 2019, Barnet estava no elenco da série original Netflix, Never Have I Ever. Ele interpreta Paxton Hall-Yoshida, o interesse amoroso de Devi, a protagonista da série.

## Filmografia
| Ano  | Título                              | Papel      | Notas                 |
| ---- | ----------------------------------- | ---------- | --------------------- |
| 2018 | Instakiller                         | Joey       | Telefilme do Lifetime |
| 2020 | American Pie Presents: Girls' Rules | Grant      |                       |
| 2021 | Untitled Horror Movie               | Max        |                       |
| 2021 | Love Hard                           | Tag Abbott |                       |
| TBD  | Apophenia                           | Peter      | Filmando              |

| Ano       | Título                               | Papel                   | Notas                                         |
| --------- | ------------------------------------ | ----------------------- | --------------------------------------------- |
| 2017      | This Is Us                           | Jack (jovem)            | Episódio: "The Right Thing to Do"             |
| 2017      | Criminal Minds                       | Zach Bower              | Episódio: "Unforgettable"                     |
| 2017      | S.W.A.T.                             | Corby                   | Episódio: "Imposters"                         |
| 2018      | Turnt                                | Hot Seth                | 17 episódios                                  |
| 2019      | Family Reunion                       | Floyd                   | Episódio: "Remember the First Day of School?" |
| 2020      | Agents of S.H.I.E.L.D.               | Wilfred "Freddy" Malick | 2 episódios                                   |
| 2020–2023 | Never Have I Ever                    | Paxton Hall-Yoshida     | Principal                                     |
| TBD       | Blue Eye Samurai                     |                         | Recorrente (voz)                              |
| TBD       | Samurai Rabbit: The Usagi Chronicles | Yuichi Usagi            | Principal (voz)                               |